# Christian al X-lea al Danemarcei
Christian al X-lea (Christian Carl Frederik Albert Alexander Vilhelm), (n. 26 septembrie 1870, Gentofte Municipality⁠(d), amtul Copenhaga⁠(d), Danemarca – d. 20 aprilie 1947, Copenhaga, amtul Copenhaga⁠(d), Danemarca) a fost rege al Danemarcei din 1912 până în 1947 și ultimul rege al Islandei între 1918 și 1944. S-a născut la Palatul Charlottenlund în apropiere de Copenhaga.
A fost primul născut al regelui Frederic al VIII-lea al Danemarcei și al soției sale Lovisa a Suediei, care era singurul copil supraviețuitor al regelui Carol al XV-lea al Suediei. Fratele său mai mic a fost regele Haakon al VII-lea al Norvegiei.

## Familie
Christian s-a căsătorit cu prințesa Alexandrine, ducesă de Mecklenburg-Schwerin la Cannes la 26 aprilie 1898. Au avut doi copii:
- Prințul Frederic (1899-1972), mai târziu regele Frederic al IX-lea al Danemarcei
- Prințul Knud (1900-1976)

## Domnie
Christian devine rege la vârsta de 41 de ani iar la numai doi ani de la încoronare, izbucnește primul război mondial. Deși intenția sa a fost aceea de a ține regatul la adăpost de război, regele este obligat de către Germania să mineze strâmtorile pentru a împiedica invazia engleză în Marea Britanie. La 15 iunie 1915, în plin război mondial, are loc o modificare constituțională importantă pentru Danemarca: se instituie reprezentarea proporțională și se acordă drept de vor tuturor femeilor, indiferent de statutul acestora.

### Criza de Paști

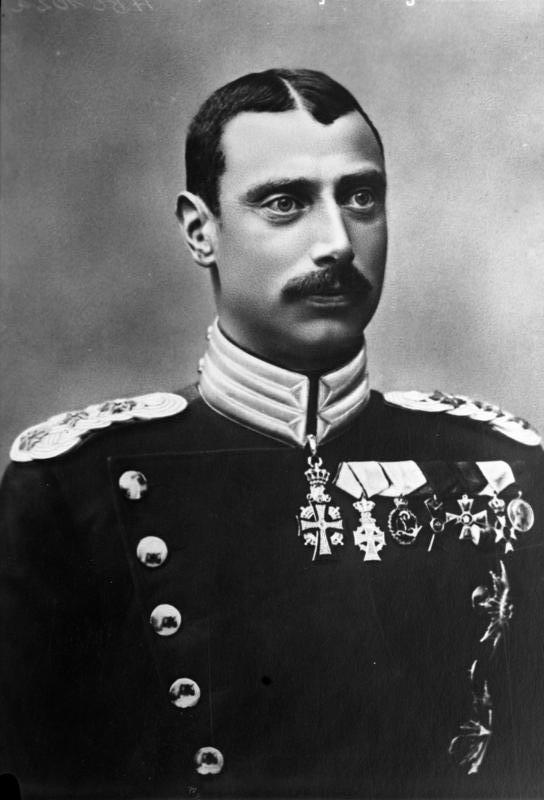
Christian al X-lea în 1925

În urma înfrângerii Germaniei, Danemarcei i s-a oferit de către puterile de la Versailles retrocedarea provinciilor Schleswig-Holstein. Danemarca a refuzat Holstein și a insistat asupra organizării unui plebiscit în ceea ce privește returnarea provinciei Schleswig. În 1920, în urma plebiscitului, Schleswigul de nord a reintrat în componența Danemarcei (75% din voturi pentru reunirea cu Danemarca, 25% pentru rămânerea în cadrul Germaniei). În Schleswigul central situația a fost exact invers, 80% pentru Germania și 20% pentru Danemarca.

Mulți naționaliști danezi au simțit că măcar orașul Flensburg situat în Schleswigul central ar fi trebuit retrocedat Danemarcei, în ciuda rezultatului plebiscitului, motivând importanta majoritate daneză din oraș și dorința generală de a slăbi Germania pentru o lungă perioadă de timp.
În acord cu aceste sentimente, Christian a ordonat prim-ministrului Zahle să includă Flensburg în procesul de reunificare. Zahle a refuzat și a demisionat câteva zile mai târziu după un schimb de replici cu regele. Ulterior, Christian al X-lea a concediat restul cabinetului Zahle și l-a înlocuit cu un guvern conservator. Acest lucru a provocat manifestații, o atmosferă aproape revoluționară plutea deasupra Danemarcei; pentru câteva zile viitorul monarhiei a fost incert. În aceste condiții, negocierile au fost deschise între regele Christian și membri ai social-democrației. În fața pericolului pentru coroana daneză, Christian și-a demis propriul guvern și a instalat un cabinet de compromis până la alegerile care au avut loc un an mai târziu.
A fost ultima oară când un suveran danez a luat măsuri politice fără aprobarea Parlamentului. Ca urmare a acestei crize, Christian al X-lea a acceptat reducerea considerabilă a rolului său politic, devenind un șef de stat simbolic. 

### Al Doilea Război Mondial

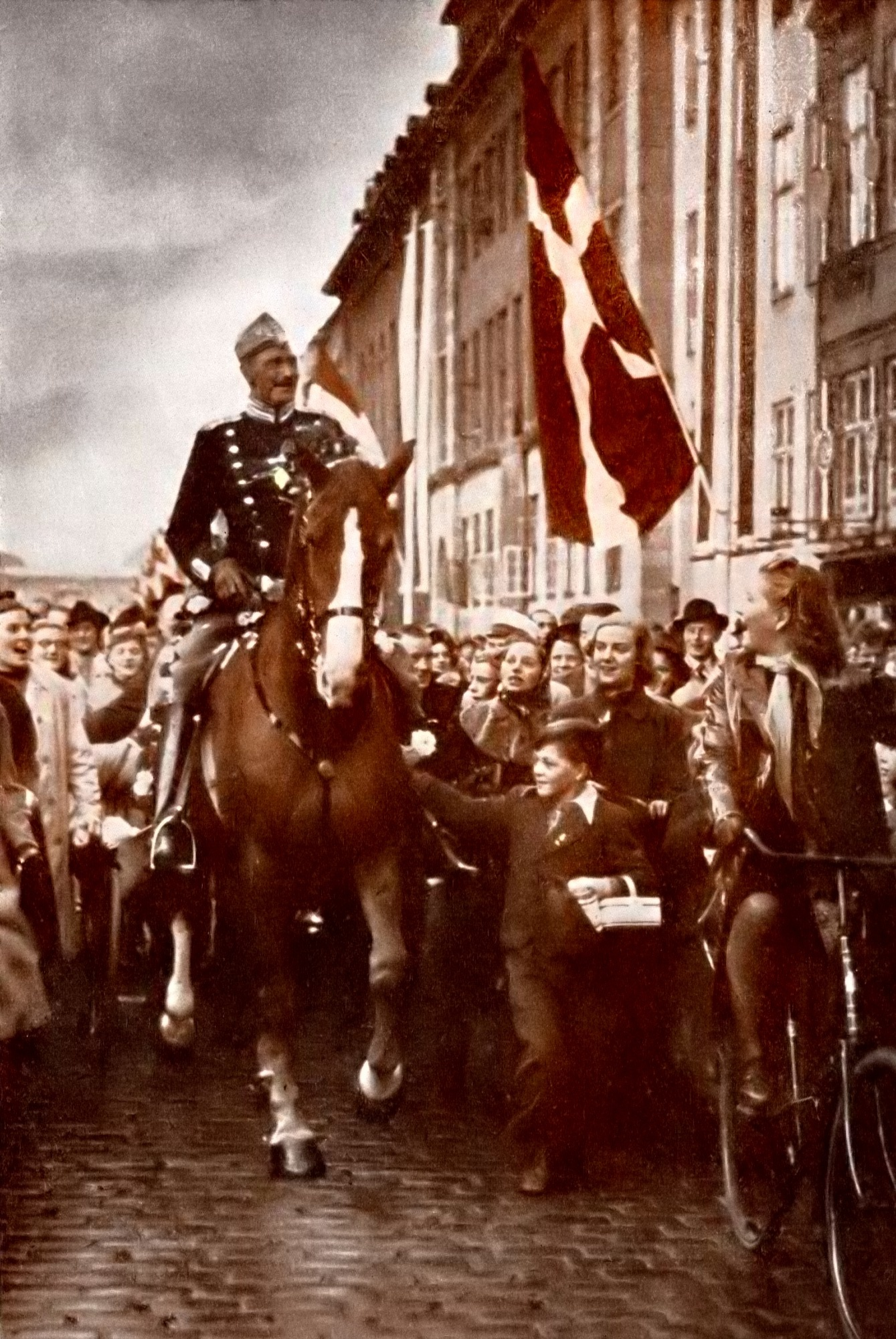
În timpul ocupaţiei germane, regele călărea zilnic prin Copenhaga şi a devenit un simbol al suveranităţii daneze. Această imagine este de la aniversarea din 1940. Regele nu este acompaniat de gărzi.

În ciuda continuei neutralități, Danemarca a fost invadată de Germania (Operațiunea Weserübung), pe data de 9 aprilie 1940. Deși inițial i s-a acordat autonomie, Danemarca a rămas ocupată militar de-a lungul întregului război.
În contrast cu fratele lui, regele Haakon al VII-lea al Norvegiei și cu regina Wilhelmina a Olandei, care au plecat în exil în timpul ocupației naziste din țările lor, Christian al X-lea a rămas în capitala sa, fiind un simbol vizibil al cauzei naționale daneze. În ciuda vârstei sale și a situației precare, călărea zilnic calul său Jubilee prin oraș.
În 1942, Adolf Hitler i-a trimis regelui o lungă telegramă prin care îl felicita la aniversarea celor 72 de ani. Christian al X-lea i-a răspuns print-o telegramă simplă: Meinen besten Dank. Chr. Rex (română: Mulțumirile mele, regele Chr.). Această replică l-a indignat pe Hitler care și-a chemat ambasadorul de la Copenhaga și a expulzat ambasadorul danez din Germania. Presiunea germană a dus la demisia guvernului condus de Vilhelm Buhl și înlocuirea lui cu un nou cabinet condus de diplomatul Erik Scavenius, de la care germanii așteptau o mai mare cooperare.
După ce regele Christian a căzut de pe cal la 19 octombrie 1942 , a rămas invalid pentru tot restul vieții sale. Rolul pe care l-a jucat în criza din 1921 i-a redus popularitatea însă disidența sa în fața Wehrmachtului german, aparițiile zilnice din capitală și criza telegramelor l-au făcut din nou popular.
Christian al X-lea al Danemarcei a decedat la castelul Amalienborg la 20 aprilie 1947 și a fost înhumat la Catedrala Roskilde.